# ソユーズ13号
ソユーズ13号(Soyuz 13、ロシア語: Союз 13)は、1973年のソビエト連邦の有人宇宙飛行であり、ソユーズ12号で初めて行われたソユーズ7K-Tの2度目の試験飛行である。機体は、オリオン2を運ぶために特別に改良された。これは、ソビエト連邦が科学目的で行った初のミッションであり、カリーニングラードのミッションコントロールセンターから指令が出された初のミッションである。乗組員は、ピョートル・クリムクとワレンティン・レベデフであった。

## 乗組員
- 船長 - ピョートル・クリムク(1)
- フライトエンジニア - ワレンティン・レベデフ(1)

### バックアップ
- 船長 - Lev Vorobiyov
- フライトエンジニア - Valeri Yazdovsky

### リザーブ
- 船長 - *ウラジーミル・コワリョーノク
- フライトエンジニア - Yuri Ponomaryov

## パラメータ
- 質量:6,560 kg
- 近点:188 km
- 遠点:247 km
- 軌道傾斜角:51.6°
- 軌道周期:88.8分

## ミッションハイライト
1973年12月18日に打ち上げられ、クリムクとレベデフは、前年に故障したサリュートのためのいくつかの実験を行った。ソユーズ12号とは異なり、機体はミッションの延長のための太陽電池パネルを備えていた。さらに、必要のないドッキング装置の代わりに、軌道モジュールが接続され、このモジュールの中には、オリオン2が収められていた。
乗組員はマルチスペクトルカメラを用い、大気や汚染を測定した。また、オリオン2の生態系システムを試験し、元のバイオマスの30倍の量のタンパク質を収穫した。脳への血流量等を測定する医学試験も行われた。
12月26日の激しい雪嵐の日にカラガンダ南西200kmの地点に着陸した。

## オリオン2
グリゴール・グルザディアンが設計したオリオン2は、レベドフが操作した。13等級までの暗い恒星からの紫外線スペクトログラムは、口径240mm、焦点距離1,000mmの広角望遠鏡で集められた。スペクトログラフの分散は、200、250、300nmの波長で、それぞれ17、28、55nm/mmであった。この衛星からの最初の紫外線スペクトルグラムは、ぎょしゃ座の惑星状星雲IC 2149からのもので、この種の天体ではこれまで観測されていなかったアルミニウムとチタンの線があることが明らかとなった。この惑星状星雲とぎょしゃ座の大きな星団からの2本の光子吸収線も発見された。さらに、コホーテク彗星 (C/1973 E1)が発見された。